# Haarblättriges Laichkraut
Das Haarblättrige Laichkraut (Potamogeton trichoides), auch Haarförmiges Laichkraut genannt, ist eine Pflanzenart aus der Gattung Laichkräuter (Potamogeton) innerhalb der Familie der Laichkrautgewächse (Potamogetonaceae). 

## Beschreibung

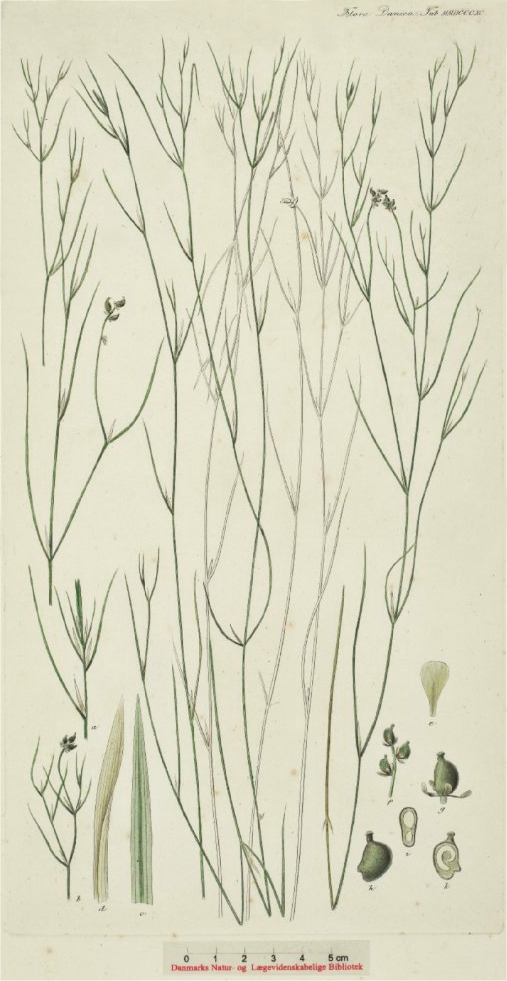
Illustration

Das Haarblättrige Laichkraut ist eine sommergrüne, ausdauernde bis einjährige krautige Pflanze, die Wuchshöhen von 30 bis 250 Zentimetern erreicht. Das Rhizom ist dünn oder fehlt völlig. Der Stängel ist dünn, fadenförmig, brüchig und oben stark verzweigt. Die Laubblätter sind 0,3 bis 1 Millimeter breit, lang und fein zugespitzt, fast bürstenförmig und dreinervig, die Breite des Mittelnervs beträgt mehr als 1/3 der Breite des Blattgrunds. Die Seitennerven münden weit vor der Blattspitze ein.
Die Blütezeit erstreckt sich von Juni bis September. Der ährige Blütenstand enthält vier bis acht Blüten. Die Blüten enthalten meist ein bis selten drei Fruchtknoten. 
Pro Ähre entwickelt sich nur eine Frucht. Die Früchtchen sind etwa drei Millimeter lang, fast halbkreisförmig und auf dem Rücken meist höckerig gekielt. Der Schnabel ist kaum sichtbar. 
Die spindelförmigen Turionen befinden sich am Laubtrieb.
Die Chromosomenzahl beträgt 2n = 26.

## Vorkommen
Das Haarblättrige Laichkraut ist in Eurasien und in Nordafrika weitverbreitet. Das Areal reicht von Europa bis Zentralasien, von den Kanaren bis Nordafrika und von Uganda bis Südafrika.   In Europa liegt der Verbreitungsschwerpunkt in Mitteleuropa, nordwärts gibt es wenige Vorkommen bis etwa 60° nördlicher Breite. Im Mittelmeerraum tritt das Haarblättrige Laichkraut nur selten auf. 
In Mitteleuropa kommt das Haarblättrige Laichkraut im östlichen Schleswig-Holstein, in Mecklenburg-Vorpommern und in Brandenburg selten vor; im Alpenvorland und in den Alpen, im Schweizer Mittelland und im Schweizer Jura tritt es sehr selten auf, und es fehlt dort in weiten Gebieten; in den Seen des Engadins kommt es noch in Höhenlagen von etwa 1700 Metern vor.
Das Haarblättrige Laichkraut gedeiht am besten in kalkarmen, mäßig sauren, kühlen, sauerstoffreichen Gewässern. In Mitteleuropa besiedelt es Entwässerungsgräben in Mooren und gelegentlich auch tiefe Tümpel, die von Mooren Zufluss erhalten, aber auch vom Grundwasser gespeiste, tiefe Bäche. Das Haarblättrige Laichkraut kommt aufgrund seiner Standortansprüche in Mitteleuropa im Tiefland etwas häufiger vor. Leicht brackiges Wasser erträgt es. Deshalb kann es selbst noch im Mündungsbereich der Flüsse gedeihen. Dennoch hat es im 20. Jahrhundert die meisten ihrer vordem bekannten Standorte verloren. Es kommt besonders vor in der Gesellschaft Potamogetonetum trichoidis aus dem Verband Potamogetonion.